# Ella Trebe
Ella Trebe, née le 6 novembre 1902 à Berlin et morte le 11 août 1943 à Sachsenhausen, est une ouvrière allemande, membre du Parti communiste d'Allemagne et engagée activement dans la résistance contre le nazisme. Accusée de haute trahison, elle est fusillée à Sachsenhausen, sans avoir été jugée.

## Biographie

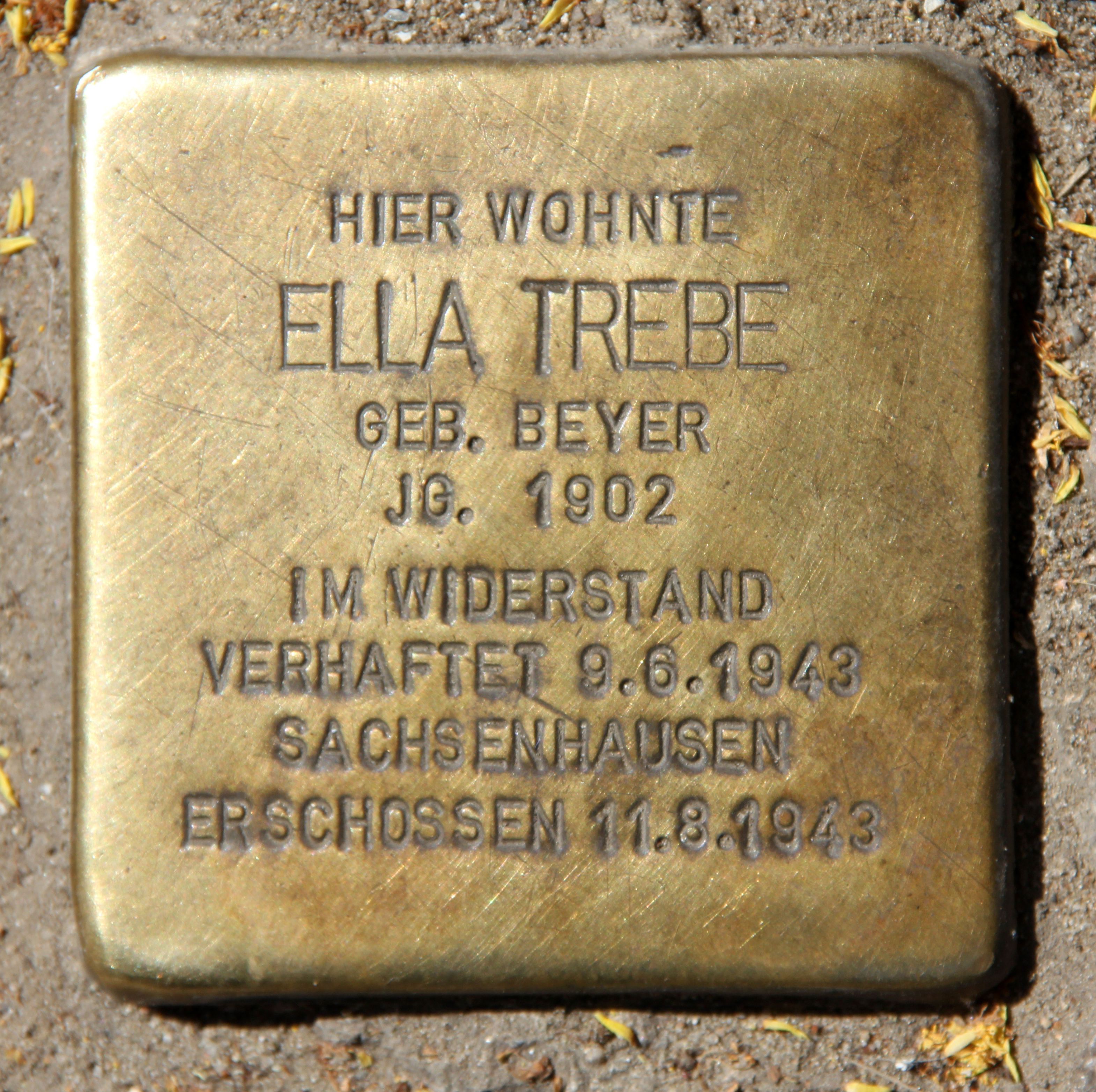
Stolperstein devant la maison d'Ella Trebe, Togostraße 78, à Berlin-Wedding

Ella Gertrud Beyer est née le 6 novembre 1902 à Berlin. Elle est la fille d'Otto Beyer, ouvrier et de Pauline Barcikowska, blanchisseuse. Elle grandit dans une arrière-cours de Wedding. Elle travaille ensuite comme métallurgiste dans l'entreprise Lewin et comme enrouleuse à l'usine AEG dans le quartier Gesundbrunnen de Berlin, où elle vit également. Son engagement politique date de 1922 quand elle rejoint la Fédération allemande des travailleurs de la métallurgie (DMV). En 1926, elle rejoint également le Parti communiste d'Allemagne (KPD). En 1929, elle est élue membre de l'Assemblée de district de Wedding. À partir de 1929-1930, elle soutient la stratégie de l'Opposition syndicale révolutionnaire (de) (RGO). En 1930-1931, Ella Trebe est la «dirigeante des femmes» au conseil d'administration de Syndicat des métallurgistes de Berlin (de) (EVMB). 
Elle épouse son compagnon Paul Trebe. 
Après l'arrivée au pouvoir des nationaux-socialistes, le parti communiste et tout activisme politique sont interdits, mais Ella Trebe continue ses activités illégalement. Elle rejoint «l'appareil de sécurité du Nord» de la direction clandestine de la région de Berlin du parti communiste. Elle travaille de 1934 à 1936 dans l'usine de pièces automobiles Teves GmbH à Berlin-Wittenau où elle a des liens avec des militants du parti travaillant illégalement dans l'usine.
Au moment où la Seconde Guerre mondiale éclate, en septembre 1939, Ella Trebe est active dans le réseau Orchestre Rouge. Elle est en étroit contact avec les résistants Wilhelm Guddorf (en) et Erwin Reisler. En tant que courrière pour l'Orchestre Rouge, elle est en contact avec d'autres groupes communistes dans le pays et à l'étranger. Même après les vagues d'arrestations contre ce réseau, elle continue son action de résistance. Au printemps 1943, elle héberge le combattant des Brigades internationales, Ernst Beuthke (de), parachuté en Allemagne pour organiser des actions de résistance. Elle lui fournit des contacts pour tenter de réunifier les résistants de Berlin désorganisés par des arrestations massives. Ernst Beuthke est dénoncé et arrêté après avoir fait montre de négligence. Tous ceux qui ont été en contact avec lui sont arrêtés durant la nuit du 9 au 10 juin 1943, y compris Ella Trebe et sa famille. Elle est accusée de haute trahison et déportée au Camp de concentration d'Oranienbourg-Sachsenhausen. Sur ordre d'Heinrich Himmler, les «prisonniers communistes de Berlin» sont exécutés sans procès.
Ella Trebe est fusillée à Sachsenhausen le 11 août 1943. Ernst Beuthke, ses parents, ses frères et 30 autres combattants de la résistance sont assassinés en même temps qu'elle,.

## Distinctions
- Après la fin de la guerre, une pierre commémorative est érigée à la mémoire d'Ella Trebe sur la place Nettelbeck à Berlin, mais elle est retirée dans les années 1950[3].
- Depuis 2005, Ella Trebe est commémorée dans une exposition au Mémorial de Sachsenhausen à Oranienburg[1].
- Depuis 2006, l'une des nouvelles rues près de la Gare centrale de Berlin porte le nom Ella-Trebe-Straße[4].
- En septembre 2009, un Stolperstein apposé devant son ancienne maison, Togostraße 78, lui rend hommage[1].